# Alto del Vivero
Die Alto del Vivero markiert den zweithöchsten Punkt der BI-3732, die über das Massiv des Artxanda führt, das sich im Norden der Stadt Bilbao befindet. Die Erhebung befindet sich auf einer Höhe von 414 Metern in der Nähe des Lago Vivero. 

## Streckenführung
Die Alto del Vivero kann über drei Hauptverkehrswege erreicht werden. Zum einen führt verbindet die BI-3732 Bilbao im Westen mit Galdakao im Osten. Zum anderen kann auch die Nordauffahrt von Lezama genutzt werden, die beim Mirador de Elorritxueta in die BI-3732 mündet.
Die Ostauffahrt von Galdakao beginnt mit dem Abzweigen von der N-634 und führt über 4,2 Kilometer, wobei sie eine durchschnittliche Steigung von 7,3 % aufweist. Die kurvenreiche unrhythmische Steigung weist Kilometerschnitte von über 10 % auf, ehe sich die Steigung auf den letzten 1500 Metern bei rund 6 % einpendelt. Die 7,9 Kilometer lange Westauffahrt von Bilbao weist auf den ersten viereinhalb Kilometern mit rund 7 % die höchste Durchschnittssteigung auf, ehe die letzten 3,5 Kilometer flach zur Alto del Vivero führen. Die Nordauffahrt von Lezama ähnelt der Ostauffahrt und weist bei einer Länge von 5,3 Kilometern eine durchschnittliche Steigung von 6,7 % auf. Sie beinhaltet jedoch Passagen von über 10 %.

## Radsport

### Vuelta a España
Die Alto del Vivero kam im Jahr 2016 durch die Vuelta a España zu größerer Bekanntheit. Im Finale der 12. Etappe, die in Bilbao zu Ende ging, wurde die Nordauffahrt zweimal befahren, wobei der Franzose Kenny Elissonde und der Belgier Dries Devenyns die Bergwertung der 2. Kategorie als erstes überquerten. Im Jahr 2019 kehrte die Nordauffahrt als Bergwertung der 3. Kategorie zurück, auf der sich diesmal der Äthiopier Tsgabu Grmay durchsetzte. Die Ostauffahrt stand erstmals im Jahr 2022 auf dem Programm und wurde im Finale der 5. Etappe erneut zwei Mal befahren. Bei der zweiten Überquerung der Bergwertung der 2. Kategorie wurden zudem Bonussekunden für die Gesamtwertung vergeben. Mit Lawson Craddock und dem späteren Etappensieger Marc Soler setzten sich auf der Kuppe zwei neue Fahrer durch.
Im Jahr 2025 soll die Alto del Vivero im Rahmen der hügeligen 11. Etappe zweimal über die Ostauffahrt befahren werden. Im Anschluss geht es über die steile Alto de Pike (215 m) nach Bilbao.
| Jahr | Etappe     | Bergwertung  | Fahrer          | Auffahrt |
| ---- | ---------- | ------------ | --------------- | -------- |
| 2016 | 12. Etappe | 2. Kategorie | Kenny Elissonde | Nord     |
| 2016 | 12. Etappe | 2. Kategorie | Dries Devenyns  | Nord     |
| 2019 | 12. Etappe | 3. Kategorie | Tsgabu Grmay    | Nord     |
| 2022 | 05. Etappe | 2. Kategorie | Lawson Craddock | Ost      |
| 2022 | 05. Etappe | 2. Kategorie | Marc Soler      | Ost      |
| 2025 | 11. Etappe | 2. Kategorie |                 | Ost      |
| 2025 | 11. Etappe | 2. Kategorie | Ost             |          |

### Tour de France
Bei der Tour de France 2023 bildete die Alto del Vivero unter dem Namen Côte de Vivero den vorletzten Anstieg der 1. Etappe. Auf dem höchsten Punkt der Ostauffahrt wurde eine Bergwertung der 2. Kategorie abgenommen werden, ehe die Etappe in Bilbao zu Ende geht. Sieger der Bergwertung wurde der US-Amerikaner Neilson Powless.
| Jahr | Etappe     | Bergwertung  | Fahrer          | Auffahrt |
| ---- | ---------- | ------------ | --------------- | -------- |
| 2023 | 01. Etappe | 2. Kategorie | Neilson Powless | Ost      |